# コナー・ブラッドリー
コナー・ブラッドリー（Conor Bradley, 2003年7月9日 - ）は、北アイルランドのプロサッカー選手。北アイルランド代表。リヴァプールFC所属。ポジションはディフェンダー（サイドバック）、ミッドフィールダー（サイドハーフ）。

## 経歴

### クラブ
9歳のときに、地元のクラブであるセント・パトリックス（St. Patrick's F.C.）の下部組織でキャリアをスタートさせた。その後ダンガノン・スウィフツの下部組織に移り、2019年9月に奨学金を2年間受け取る契約でイングランドのリヴァプールの下部組織に入団。そして1年後には、クラブと初のプロ契約を交わし、2023年まで在籍することとなった。
2021年7月、プレシーズンにザルツブルクで行われたVfBシュトゥットガルトとの練習試合（非公式戦）でトップチーム初出場。また、8月9日に行われたプレシーズン最後の練習試合のオサスナ戦では交代出場で最後の10分間プレイした。9月21日、EFLカップのノリッジ・シティ戦でプロとして公式戦初出場を果たし、リヴァプールで試合に出場した北アイルランドの選手としては1954年のサミー・スミス以来となった。
2022年6月21日、EFLリーグ1のボルトン・ワンダラーズに1シーズンの期限付き移籍。7月30日、イプスウィッチ・タウンとのリーグ開幕戦に先発フル出場し、移籍後初出場。この試合でアシストも記録した。8月9日、EFLカップのサルフォード・シティ戦ではプロ初ゴールを挙げた。その1週間後には、モアカム戦でこの試合の決勝点となったリーグ戦初ゴールを記録。このシーズン、サポーターからの投票、選手間投票の双方でクラブの最優秀選手に選出された。
2024年1月21日、右サイドバックに負傷者が相次ぎ第21節のボーンマス戦でプレミアリーグデビューの機会を得ると、この試合でアシストを記録した。トレント・アレクサンダー＝アーノルドが復帰した第22節のチェルシー戦でも先発出場すると、プレミアリーグ初ゴールと再びアシストを記録し、4-1での勝利に貢献した。

### 代表
2018年にU-16代表としてプレイし、チームのキャプテンとしてヴィクトリー・シールドを制した。翌年はU-17代表としてU-17欧州選手権予選などを戦った。
2021年5月、マルタおよびウクライナとの親善試合に臨むA代表に初招集され、30日のマルタ戦で85分からスチュアート・ダラスとの交代で途中出場し、代表初キャップ。この代表デビュー戦は3-0で勝利した。
2024年3月26日、スコットランドとの親善試合で代表初ゴールを記録した。

## 個人成績

### クラブ
| 国内大会個人成績 | 国内大会個人成績       | 国内大会個人成績 | 国内大会個人成績 | 国内大会個人成績 | 国内大会個人成績 | 国内大会個人成績 | 国内大会個人成績 | 国内大会個人成績 | 国内大会個人成績 | 国内大会個人成績 | 国内大会個人成績 |
| 年度             | クラブ                 | 背番号           | リーグ           | リーグ戦         | リーグ戦         | リーグ杯         | リーグ杯         | オープン杯       | オープン杯       | 期間通算         | 期間通算         |
| 年度             | クラブ                 | 背番号           | リーグ           | 出場             | 得点             | 出場             | 得点             | 出場             | 得点             | 出場             | 得点             |
| イングランド     | イングランド           | イングランド     | イングランド     | リーグ戦         | リーグ戦         | FLカップ         | FLカップ         | FAカップ         | FAカップ         | 期間通算         | 期間通算         |
| ---------------- | ---------------------- | ---------------- | ---------------- | ---------------- | ---------------- | ---------------- | ---------------- | ---------------- | ---------------- | ---------------- | ---------------- |
| 2021-22          | リヴァプール           | 84               | プレミアリーグ   | 0                | 0                | 3                | 0                | 1                | 0                | 4                | 0                |
| 2022-23          | ボルトン・ワンダラーズ | 21               | リーグ1          | 41               | 5                | 2                | 1                | 1                | 0                | 44               | 6                |
| 2023-24          | リヴァプール           | 84               | プレミアリーグ   | 11               | 1                | 4                | 0                | 4                | 0                | 19               | 1                |
| 2024-25          | リヴァプール           | 84               | プレミアリーグ   | 19               | 0                | 4                | 0                | 1                | 0                | 24               | 0                |
| 2025-26          | リヴァプール           | 12               | プレミアリーグ   |                  |                  |                  |                  |                  |                  |                  |                  |
| 通算             | イングランド           | イングランド     | プレミアリーグ   | 30               | 1                | 11               | 0                | 6                | 0                | 47               | 1                |
| 通算             | イングランド           | イングランド     | リーグ1          | 41               | 5                | 2                | 1                | 1                | 0                | 44               | 6                |
| 総通算           | 総通算                 | 総通算           | 総通算           | 71               | 6                | 13               | 1                | 7                | 0                | 91               | 7                |

### 代表
| 北アイルランド代表 | 国際Aマッチ | 国際Aマッチ |
| 年                 | 出場        | 得点        |
| ------------------ | ----------- | ----------- |
| 2021               | 5           | 0           |
| 2022               | 5           | 0           |
| 2023               | 3           | 0           |
| 2024               | 10          | 4           |
| 2025               | 2           | 0           |
| 通算               | 25          | 4           |

#### ゴール
| #  | 年月日         | 開催地                                            | 対戦国         | 勝敗 | 試合概要                               |
| -- | -------------- | ------------------------------------------------- | -------------- | ---- | -------------------------------------- |
| 1. | 2024年3月26日  | ハムデン・パーク（ スコットランド）               | スコットランド | ○1-0 | 親善試合                               |
| 2. | 2024年6月11日  | エスタディオ・ヌエバ・コンドミーナ（ スペイン）   | アンドラ       | ○2-0 | 親善試合                               |
| 3. | 2024年6月11日  | エスタディオ・ヌエバ・コンドミーナ（ スペイン）   | アンドラ       | ○2-0 | 親善試合                               |
| 4. | 2024年11月18日 | スタッド・ドゥ・ルクセンブルク（ ルクセンブルク） | ルクセンブルク | △2-2 | UEFAネーションズリーグ2024-25・リーグC |

## タイトル

### クラブ
リヴァプール
- EFLカップ（2021-22, 2023-24）[24]
- プレミアリーグ（2024-25）[25]

### 個人
- ボルトン・ワンダラーズ シーズン最優秀選手（2022-23）[11]